# ریویا یاماشیتا
ریویا یاماشیتا (ژاپنی: 山下 諒也؛ زادهٔ ۱۹ اکتبر ۱۹۹۷) یک بازیکن فوتبال اهل ژاپن است.
از باشگاه‌هایی که در آن بازی کرده‌است می‌توان به باشگاه فوتبال توکیو وردی اشاره کرد.